# Alessandro Dordi
Alessandro Dordi (22. ledna 1931, Gandellino – 25. srpna 1991, Chimbote) byl italský římskokatolický kněz a misionář v Peru, kde byl zastřelen členy teroristického hnutí Světlá stezka. Katolická církev jej uctívá jako blahoslaveného mučedníka.

## Život

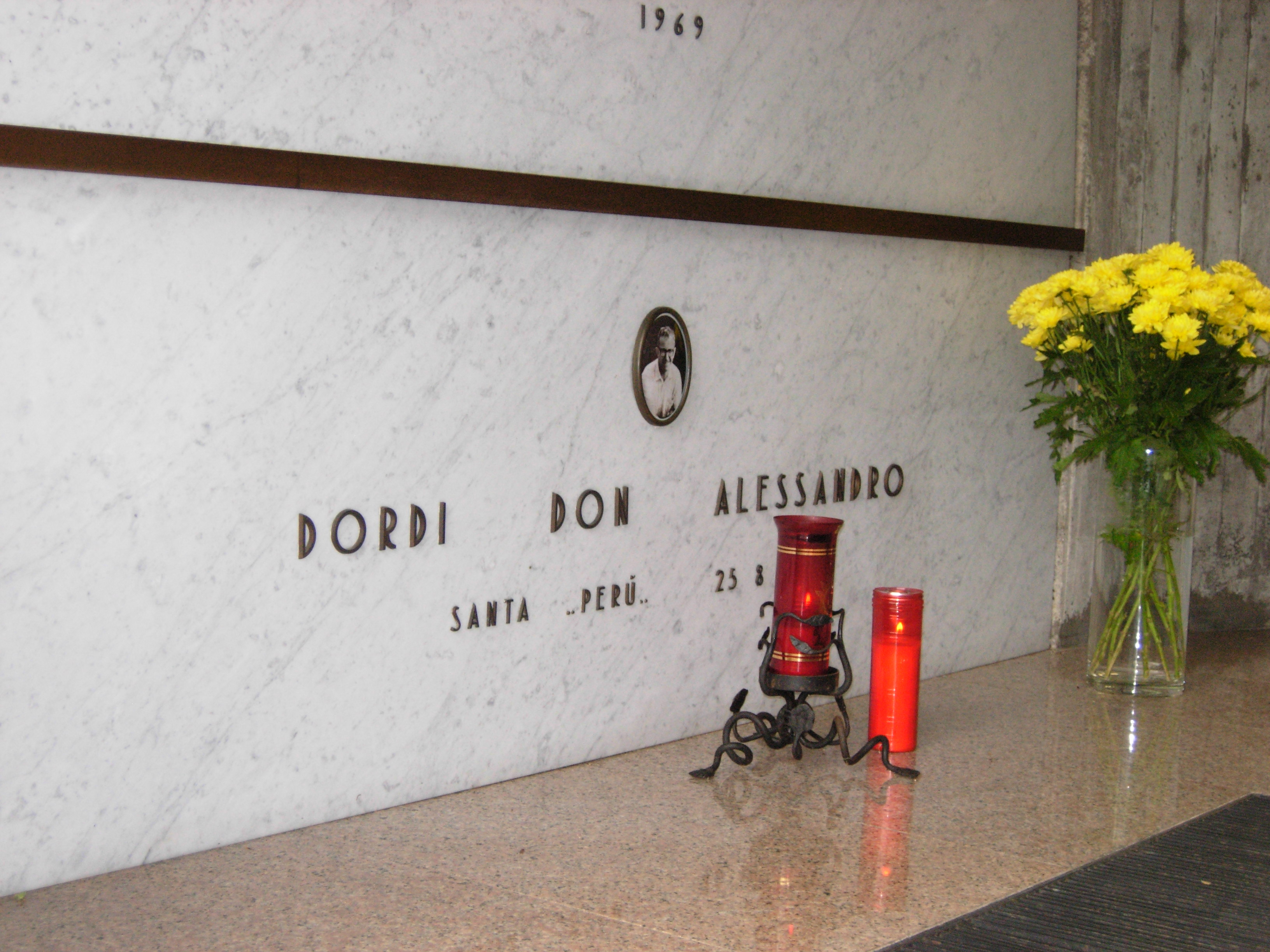
Jeho hrobka na hřbitově v Chimbote

Narodil se dne 22. ledna 1931 v horské vesničce Gromo San Marino (část obce Gandellino) v Itálii jako druhý z devíti dětí v hluboce věřící katolické rodině. Rozhodl se stát knězem a absolvoval kněžský seminář v Bergamu. Již během studia se připojil k misijní komunitě, kde se připravoval na misijní působení.
Dne 12. června 1954 jej biskup diecéze Bergamo Giuseppe Piazzi vysvětil na kněze. Byl poslán do italského města Porto Viro, kde vystřídal působení v několika farnostech, patřících do diecéze Chioggia. Vedl zde také vzdělávací středisko.
Poté po dobu třinácti let vykonával pastoraci pro italské emigranty ve Švýcarsku. Následně byl poslán do Peru, kde vykonával pastorační činnost ve farnostech diecéze Chimbote. Zde za pomocí charity otevřel centrum pro ženy a organizoval sdružení pro matky.
Situace zde však nebyla bezpečná, působilo zde teroristické hnutí Světlá stezka. To si dne 9. srpna 1991 vzalo na svědomí smrt dvou polských minoritských kněží, bl. Zbigniewa Strzałkowskiho a bl. Michała Tomaszeka, kteří vykonávali pastoraci v téže diecézi jako on.
Dne 25. srpna 1991 se večer vracel z bohoslužby ve vesnici v doprovodu dvou laiků. U Chimbote dorazili k místu, kde byla cesta zatarasená kameny. Vystoupil z vozidla, když ho přepadli a zastřelili dva muži v kuklách. Jeho dva společníci později celou situaci popsali. Pohřben je na hřbitově v jeho rodném Gromo San Marino.

## Úcta
Jeho beatifikační proces započal dne 5. června 1995, čímž obdržel titul služebník Boží. Dne 3. února 2015 podepsal papež František dekret o jeho mučednictví.
Blahořečen pak byl spolu s dalšími dvěma mučedníky z té doby, polskými minoritskými kněžími Michałem Tomaszekem a Zbigniewem Strzałkowskim dne 5. prosince 2015 v peruánském městě Chimbote. Obřadu předsedal jménem papeže Františka kardinál Angelo Amato.
Jeho památka je připomínána 25. srpna. Je zobrazován v kněžském oděvu.